# Enrico Franchi
Enrico Franchi (Verona, 26 aprile 1973) è un ex calciatore italiano, di ruolo difensore.

## Carriera
Dopo tutta la trafila nel settore giovanile del Chievo Verona, approda in prima squadra nel 1990, ed a fine campionato fa registrare 6 presenze.
Nel 1992 passa in prestito all'Officine Bra in Serie D. Nel 1993 fa ritorno al Chievo rimanendo fino al 2002 e ottenendo nel 2000-2001 una storica promozione in Serie A.
Tra il 2002 e il 2006 gioca in Serie C1 per Catania, Sambenedettese, Cittadella, Sangiovannese.
Con la Sambenedettese disputa, il primo anno, i play-off, perdendo con il Pescara (che poi vincerà il campionato): risulta uno dei più continui della squadra allenata da Stefano Colantuono.
Disputa degli storici play-off per la Serie B anche con la Sangiovannese, che viene sconfitta in semifinale contro il Frosinone (che poi verrà promosso).
Chiude la carriera nel 2007 con la Valenzana.
Ha giocato 121 partite in Serie B con il Chievo segnando 5 gol.
Dopo la Laurea in Giurisprudenza frequenta, con profitto, il Master in Strategie e Business dello Sport (SBS) organizzato da Verde Sport.
Attualmente è il Responsabile dell'Area Competizioni della Lega Serie B.

## Palmarès

### Club

#### Competizioni nazionali
- Serie C1: 1

Chievo: 1993-1994